# Дора Танчева
Дора Маринова Танчева е български лекар и учен, професор, анестезиолог-реаниматор

## Биография
Родена е на 17 март 1951 г. в гр. Плевен. Баща ѝ, проф. Марин Ганчев, е известен ортопед-травматолог, основател и ръководител на Клиниката по ортопедия и травматология при МУ-Плевен, два мандата Ректор на МУ-Плевен. Майка ѝ, Люба Ганчева (по баща Маринова) е домакиня, внучка на Димитър Пъшков, съратник на Васил Левски.
Дора Танчева завършва средното си образование в Плевен през 1969 г. с отличен успех. Същата година започва следването си в Медицинския факултет-София. Още като студентка по медицина проявява интерес към анатомията и хирургията, и работи активно като демонстрант в Катедрата по анатомия на Факултета. Дипломира се през 1975 г. През периода 1975 -1977 г. работи като ординатор в Клиниката по нефрология и хемодиализа на Първостепенната окръжна болница „Хр. Ботев“ – гр. Враца. През 1978 г. д-р Дора Танчева започва специализация по анестезиология, реанимация и интензивно лечение в Областната болница „Санкт Георг“ – гр. Лайпциг, Германия при проф. Gmyrek (1978 -1980). След завръщането си в България работи като анестезиолог-реаниматор в ІІ-ра Градска АГ болница „Шейново“ гр.София (1982 -1984).
Придобива специалност по анестезилогия и интензивно лечение (1984). От 1 ноември 1984 г. започва работа в УМБАЛСМ „Н.И.Пирогов“, първоначално от 1984 г. до 1988 г. в Централна реанимация на Клиниката по анестезиология и интензивно лечение, като научен сътрудник ІІІ-та степен, а от 1 ноември 1988 г. до пенсионирането си през 2018 г. в Отделение по анестезиология и интензивно лечение с операционен блок към Клиника по изгаряне и пластична хирургия в УМБАЛСМ ”Н.И.Пирогов”. Тук преминава цялата академична йерархия от научен сътрудник ІІ-ра степен (1988) до доцент (2005) и редовен професор (2012). През 2004 г. защитава успешно докторска дисертация на тема „Методика на ранна хранителна поддръжка при болни с обширни изгаряния“, през 2008 г. придобива специалност спешна медицина, а през 2009 г. защитава дисертационен труд на тема „Съвременен подход, методики и протоколи при интензивното лечение на обширните изгаряния“ за научната степен „Доктор на медицинските науки“
Провежда многократни специализации в Германия, Чехословакия и САЩ, в различни профили на специалността анестезиология и интензивното лечение.
От 2000 г. е ръководител на Отделение по анестезиология и интензивно лечение с операционни зали при Клиника по изгаряне и пластична хирургия в УМБАЛСМ ”Н. И. Пирогов” до пенсионирането си през 2018 г. [1,2,3,4].

## Професионални постижения
С научна дейност професор Дора Танчева се занимава от 1975 г. и има над 140 научни труда: 44 научни статии в българската научна периодика и в реномирани чуждестранни списания с импакт фактор, участие с 94 доклада в научни конгреси, конференции и симпозиуми, от които 12 в чужбина, автор и съавтор е на 5 монографии.
Най-големите приноси на професор Дора Танчева са в областта на интензивното лечение и анестезиологията, термичната травма и спешната медицина. Разработва и въвежда много нови и оригинални протоколи, методи и техники. Тя е един от българските реаниматори-анестезиолози, която със своите трудове и практическа дейност модернизира интензивната терапия у нас и я доведе до съвременно европейско ниво. Особено ценни разработки проф. Танчева има в цялостното лечение на пациентите с обширни изгаряния.
Професор Дора Танчева е дългогодишен преподавател по специалностите анестезиология и интензивно лечение, и спешна медицина на студенти и специализанти в УМБАЛСМ „Н.И.Пирогов“, Медицинския факултет-София и Медицинския колеж-Враца. Основен лектор е в много курсове и симпозиуми. Особени заслуги има за обучението на българските анастезиолози и реаниматори в областта на спешната медицина, анестезиологията, инфузионната терапия при тежка термична травма, парентералното хранене и др.
Професор Дора Танчева е член на Българското дружество по анестезиология и интензивна терапия, почетен член на Българската асоциация за изследване и лечение на болката, на Европейската асоциация по анестезиология, на Европейското дружество по интензивна медицина и на Европейската асоциация по изгаряне. [1,2,3,4].

## Личен живот
Съпругът на професор Дора Танчева е проф. Панайот Йотов Танчев, известен български ортопед-травматолог, дългогодишен ръководител на клиника в Университетската болница по ортопедия-Горна баня. Имат двама сина, Момчил П. Танчев (1977), преводач на медицинска литература и Панайот П. Танчев (1981), ортопед-травматолог, главен асистент в Клиниката по ортопедия и травматология на УМБАЛ „Царица Йоана-ИСУЛ“-София.